# شیرین (هیرمند)
شیرین سالار یک روستا در ایران است که در بخش مرکزی شهرستان هیرمند در استان سیستان و بلوچستان واقع شده‌است.

## جمعیت
این روستا در دهستان مارگان قرار دارد و براساس سرشماری مرکز آمار ایران در سال ۱۳۸۵، جمعیت آن ۹۰ نفر (۱۶ خانوار) بوده‌است.